# Ţārājīq
Ţārājīq (persiska: Tarājīq, طاراجیق, تراجيق) är en ort i Iran.   Den ligger i provinsen Golestan, i den norra delen av landet, 400 km öster om huvudstaden Teheran. Ţārājīq ligger 194 meter över havet och antalet invånare är 983.
Terrängen runt Ţārājīq är varierad. Runt Ţārājīq är det ganska glesbefolkat, med 48 invånare per kvadratkilometer. Närmaste större samhälle är Gālīkesh, 5,8 km sydväst om Ţārājīq. I omgivningarna runt Ţārājīq växer i huvudsak blandskog.